# (36289) 2000 FP11
2000 FP11 (asteroide 36289) é um asteroide da cintura principal. Possui uma excentricidade de 0.12573050 e uma inclinação de 16.96096º.
Este asteroide foi descoberto no dia 28 de março de 2000 por LINEAR em Socorro.